# Paola Naranjo
Paola Lorena Naranjo Postigo (Santiago del Cile, 19 gennaio 1978) è un'ex cestista cilena.

## Carriera
Con il Cile ha disputato cinque edizioni dei Campionati americani (2001, 2003, 2007, 2009, 2013).